# Gloria Charles
Gloria Charles (3 marzo 1955) è un'attrice statunitense.
È nota per aver interpretato Fox in Venerdì 13 parte III: Weekend di terrore. Nel 1984 la troviamo nelle vesti di una cameriera nella serie TV Saranno famosi e sempre nel medesimo anno è la signora Lindia nella serie TV Hunter. Ne I Jefferson ha partecipato come comparsa e nel 1985 ha lavorato nella pellicola Ma guarda un po' 'sti americani. Nel 1992  è la signora Willis nella serie TV Sisters.

## Filmografia
- Week-end di terrore (Friday the 13th Part III), regia di Steve Miner (1982)
- Chi più spende... più guadagna! (Brewster's Millions), regia di Walter Hill (1985)
- Ma guarda un po' 'sti americani! (European Vacation), regia di Amy Heckerling (1985)
- Jo Jo Dancer, Your Life Is Calling, regia di Richard Pryor (1986)